# IC 1331
IC 1331 је лентикуларна галаксија у сазвјежђу Водолија која се налази на листи објеката дубоког неба у Индекс каталогу.
Деклинација објекта је - 9° 59' 44" а ректасцензија 20h 47m 48,8s. Привидна величина (магнитуда) објекта IC 1331 износи 13,7 а фотографска магнитуда 14,6. IC 1331 је још познат и под ознакама MCG -2-53-5, PGC 65396.